# Curtiss XA-14
El Curtiss XA-14 fue un avión estadounidense de los años 30, el primer avión de ataque polimotor probado por el Cuerpo Aéreo del Ejército de los Estados Unidos.

## Diseño y desarrollo
Construido originalmente como una aventura privada como Curtiss Model 76, y propulsado por dos motores radiales experimentales Wright XR-1510, las pruebas de vuelo fueron lo suficientemente impresionantes como para que, tras la evaluación del USAAC, el Model 76 fuera devuelto a Curtiss y equipado con dos motores Wright R-1670-5 Cyclone de 578 kW (775 hp) con hélices de velocidad constante. Esta configuración fue aceptada por el Ejército con la designación XA-14. Exhibió marcas estándar del Ejército con el número de serie 36-146.
El Model 76 era de construcción enteramente metálica con fuselaje semimonocasco de sección oval, descrito como un "lápiz delgado". El XA-14 fue extensamente probado, siendo equipado en una etapa con un cañón de morro de 37 mm.
En julio de 1936, fueron ordenados 13 aparatos de desarrollo, remotorizados con radiales Wright R-1820-47 Cyclone de dos filas, con la designación Y1A-18.

## Variantes
Model 76
Designación interna de Curtiss, motores Wright XR-1510, uno construido.
XA-14
Designación dada por el USAAC al Model 76, con motores Wright R-1670-5 Cyclone.

## Operadores
Estados Unidos
- Cuerpo Aéreo del Ejército de los Estados Unidos

## Especificaciones (XA-14)
Referencia datos: USAF Museum

### Características generales
- Tripulación: Dos
- Longitud: 12,3 m (40,4 ft)
- Envergadura: 18,1 m (59,4 ft)
- Altura: 3,3 m (10,8 ft)
- Peso máximo al despegue: 5330 kg (11 747,3 lb)
- Planta motriz: 2× motor radial de 9 cilindros en una fila refrigerado por aire Wright R-1670-5.
  - Potencia: 578 kW (797 HP; 786 CV) cada uno.

### Rendimiento
- Velocidad máxima operativa (Vno): 409 km/h (254 MPH; 221 kt)
- Alcance: 1328 km (717 nmi; 825 mi)
- Techo de vuelo: 8260 m (27 100 ft)

### Armamento
- Ametralladoras: 

  - 4x Browning M1919 de 7,62 mm de tiro frontal
  - 1 de 7,62 mm para la defensa trasera
- Bombas: 

  - 295 kg en bodega interna

## Aeronaves relacionadas

### Desarrollos relacionados
- Curtiss A-18 Shrike

### Aeronaves similares
- Bristol Blenheim

### Secuencias de designación
- Secuencia Numérica (interna de Curtiss): ← 72 - 73 - 75 (I, P, S) - 76/76A - 77 - 79 - 81 →
- Secuencia A-_ (Aviones de Ataque del USAAS/USAAC/USAAF, 1924-47): ← A-11 - A-12 - A-13 - A-14 - A-15 - A-16 - A-17 →